# Jan Fridegård – Ordkonstnären
Jan Fridegård-Ordkonstnären (och trälarnas poet) (2002) är en dramadokumentär och skildring av författaren Jan Fridegård och hans uppväxt som statarbarn i Uppland. 
Per Morberg gör rollen som Fridegård och Ebbe Schön är berättare. Filmen innehåller scener med vikingar som angriper en by i Baltikum och är hämtade från filmen Barnet från havet, en pilot för en långfilm baserad på Trägudars land. Producent och regissör: Börje Peratt. Foto: Hans Welin. 
Filmen hade urpremiär på Slottsbiografen i Uppsala 2002 och visades senare samma år i Sveriges Television.